# Cá La Hán

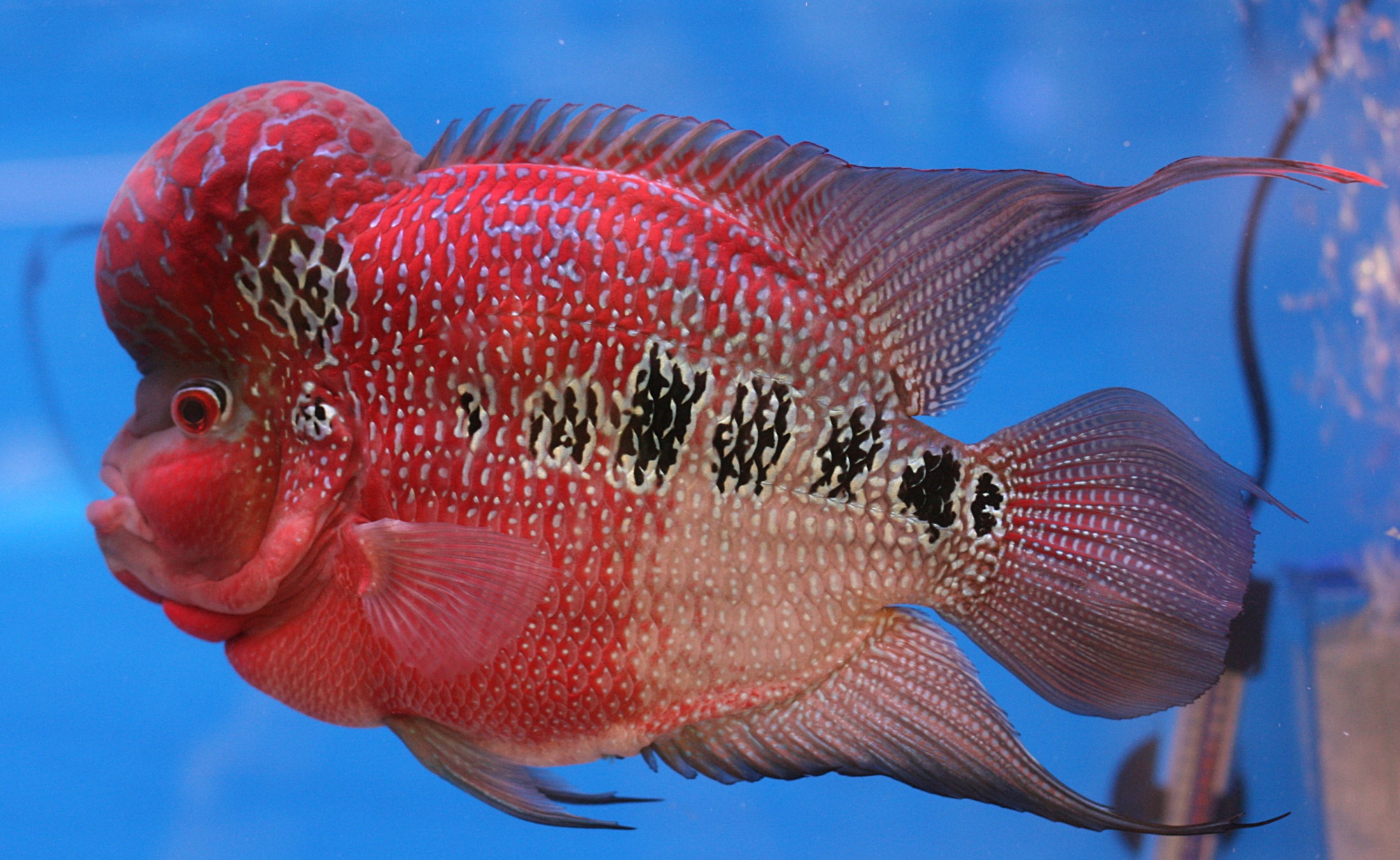
Cá La Hán

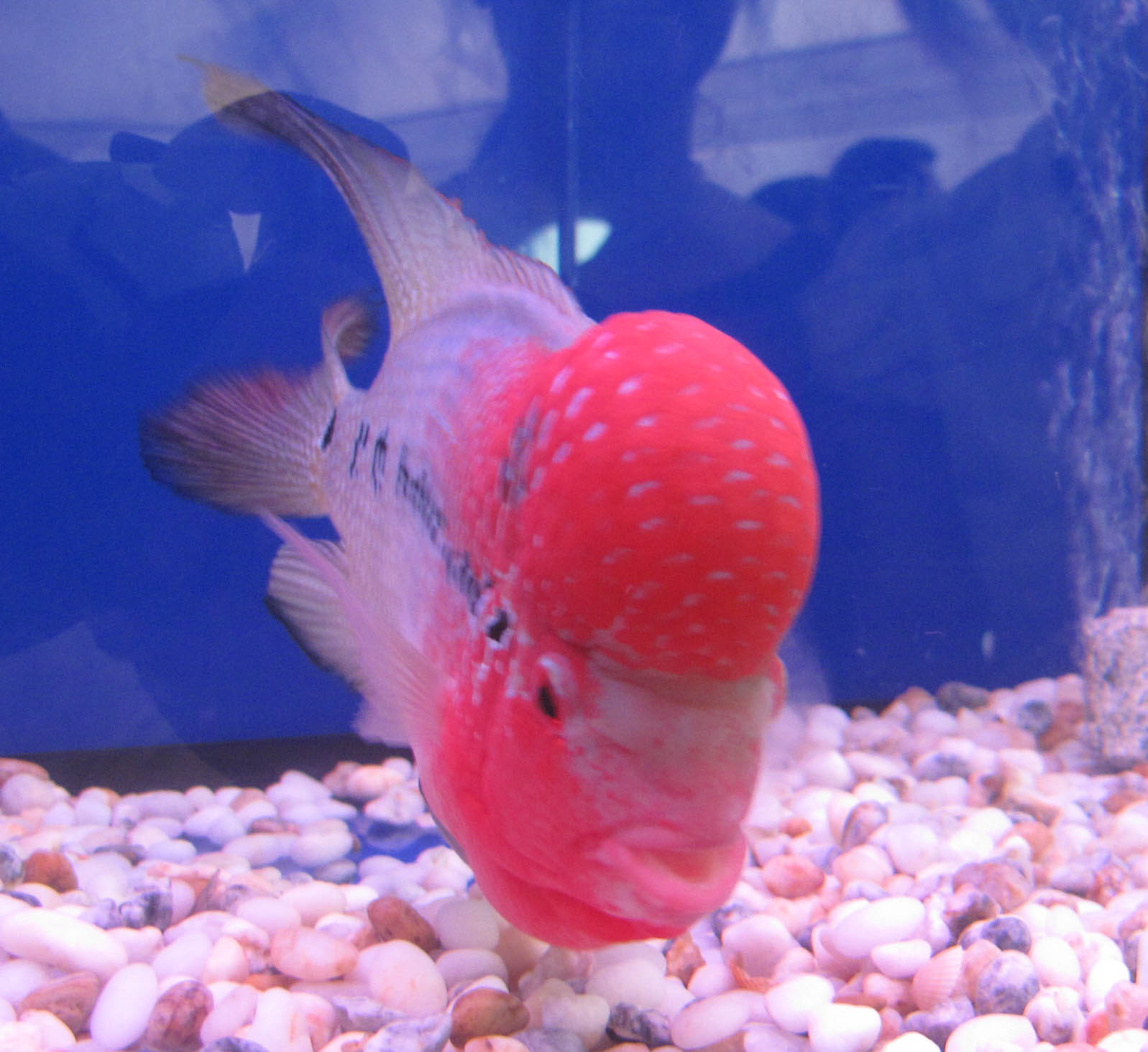
Hồng La Hán

Cá La Hán (tiếng Anh: Flowerhorn Cichlid hay Flowerhorn; tiếng Hoa: 花罗汉, Hoa La Hán) là một trong những loài cá cảnh nhiệt đới được ưa chuộng trên thế giới và cả ở Việt Nam trong những năm đầu 2000 đến nay. Chúng được yêu thích do có ngoại hình đẹp, mạnh mẽ và màu sắc sặc sỡ ở hai bên hông, chiếc đầu gù to lên giống như của một ông tiên nên có tên gọi là La Hán. Hiện nay, cá La Hán được rất nhiều người nuôi cá chọn nuôi làm cá cảnh, cá La Hán được đón nhận hơn cả cá dĩa và cá rồng xưa kia, vì người ta quan niệm loài cá này đem lại sự thịnh vượng và may mắn từ thân hình lấp lánh nhiều ánh châu và chiếc đầu gù to dị dạng khiến loài cá này càng trở nên đẹp ngộ nghĩnh .

## Xuất xứ
Đây là một loài cá có được qua phương pháp lại tạo của các nghệ nhân cá cảnh chứ trong tự nhiên không hề có loài cá này. Có một số nhận định cho rằng cá La Hán được lai tạo từ cá Hồng Két (Red Parrot) và cá rô phi họng đỏ mà ra, nhưng thực chất chúng được lai tạp từ nhiều loài cá khác nhau cùng chung một họ cá rô phi rất đa dạng vốn có hơn 400 loài. Những con cá La Hán đầu tiên xuất hiện tại các bể nuôi ở Malaysia. Đến năm 2001, từ những cuộc thi cá La Hán đầu tiên đã nhen nhóm phong trào chơi cá La Hán và nhanh chóng lan rộng, được nhiều người hưởng ứng và được phổ biến đến các nước châu Á khác gồm có Trung Quốc, Nhật Bản, Đài Loan,... và thực sự phát triển mạnh ở Việt Nam vào đầu năm 2004.

## Đặc điểm và phân loại
Là loài cá cảnh được lai tạo, có tuổi thọ khá cao (trên 10 năm) và sức khỏe cũng khá tốt. Cá trưởng thành có khá nhiều điểm đặc biệt được thừa hưởng bởi cá cha và cá mẹ đặc biệt là màu sắc lấp lánh trên thân không con nào giống con nào cả. Chúng có đuôi xòe đẹp và vây thường kéo dài, mắt không to, hai mang ngắn. Cá La Hán trưởng thành có kích thước từ 25 cm hoặc 30 cm tùy loài. Cá La Hán khá hiếu động và tò mò, bơi lội nhiều trong hồ và cũng thích phá phách những vật làm cảnh như đá, cây thủy sinh nên thường nuôi cá La Hán trong hồ trơn.
Cá dễ nuôi vì cá mạnh khỏe, ít bệnh lại ăn tạp, chủ yếu những thức ăn sống như tôm tép, ốc, cá con và thịt bò băm nhuyễn (khó tiêu).
Tiêu chuẩn chung để đánh giá một chú cá La Hán đẹp là thân mình phải nhiều "châu" tức là những vảy cá óng ánh, màu sắc sặc sỡ và cái đầu phải có cái gù càng to thì càng có giá trị. Sở dĩ một chú cá La Hán đạt tiêu chuẩn lại có giá cao vì mặc dù chúng sinh sản khá dễ, nhưng số cá trưởng thành có màu sắc đẹp và đầu gù to thường chiếm tỷ lệ khá thấp trong đàn cá, từ 10% đến 30% cho dù cá cha và cá mẹ đều đẹp.
Cá La Hán được lai tạo ra có hơn 60 loài nhưng những loài sau đây được ưa thích và nuôi nhiều là:
- Kim Cương
- Thái đỏ
- King Kamfa (giống ngoại nhập và đắt nhất trong các loại hiện nay)
- King lai (Thường được lai giữa King Kamfa mái và Kim cương trống)

## Sinh sản
Cá La Hán sinh sản dễ dàng sau một năm tuổi khi cá đã trưởng thành, và được cho sinh sản nhân tạo trong hồ kính. Người nuôi cá sẽ chọn ra hai cá thể cá trống và mái. Thường thì cá trống phải to, màu sắc tươi đẹp sức khỏe tốt, tiêu chuẩn sức khỏe để chọn cá mái cũng tương tự nhưng thường cá mái chọn giao phối phải nhỏ hơn. Hai con cá được thả vào hồ kính, sau đó được ngăn riêng ra bằng một tấm kính trong suốt, chờ cho đến khi cả hai bớt hung hăng với nhau và bắt đầu có cử chỉ mời gọi quấn quýt thì người ta lấy tấm kính ra. Hai con cá sẽ quần ổ và dọn sạch giá thể (thường là những hòn sỏi hoặc viên gạch tàu đặt sẵn dưới đáy hồ) và tiến hành đẻ trứng lên đó.
Bắt đầu quá trình đẻ trứng, ống sinh dục của cá mái sẽ lú ra và dán trứng lên giá thể, dán đến đâu cá trống sẽ bơi theo tưới tinh lên đó. Sau hai giờ đồng hồ thì cá đẻ xong, thường thì người ta vớt riêng hai con cá cha mẹ ra hoặc tách riêng giá trứng ra hồ khác để ấp trứng vì sợ hai con cá sẽ cắn nhau để giành ổ. Cá bột sẽ nở sau 48 giờ và được nuôi bằng thức ăn vi sinh hoặc bo bo nhỏ. Qua hai tuần cá có thể ăn thức ăn đặc chế và sau một tháng có thể tiến hành chọn lọc loại bỏ cá xấu không đạt tiêu chuẩn và giữ lại những cá con có hình thể đẹp tiếp tục nuôi đến trưởng thành. Tham khảo thêm cách phân biệt cá trống mái và sinh sản.